# Cheddar Gorge
Cheddar Gorge är en ravin i Storbritannien.   Den ligger i grevskapet Somerset och riksdelen England, i den södra delen av landet, 190 km väster om huvudstaden London. Cheddar Gorge ligger 68 meter över havet.
Terrängen runt Cheddar Gorge är kuperad åt nordost, men åt sydväst är den platt. Runt Cheddar Gorge är det ganska tätbefolkat, med 144 invånare per kvadratkilometer. Trakten runt Cheddar Gorge består i huvudsak av gräsmarker.